# Alex Twist
Alex Twist, né le 13 octobre 1985, est un rameur américain.

## Palmarès

### Championnats du monde
| Discipline | Chungju 2013 Corée du Sud | Amsterdam 2014 Pays-Bas | Aiguebelette 2015 France |
| ---------- | ------------------------- | ----------------------- | ------------------------ |
| Huit, pl   |                           |                         | Bronze                   |